# Juan Maria Guelbenzu
Juan Maria Guelbenzu (Pamplona, Navarra, 27 de desembre de 1819 - Madrid, Castella, 8 de gener de 1886) fou un pianista navarrès.
Feu els estudis musicals sota la direcció del seu pare, també pianista, i passà per ampliar-los a París, anant a la classe de Prudent. Els seus progressos foren tants i tant notòries les seves aptituds, que el 1841 la reina Maria Cristina, la qual es trobava de viatge per la capital de França, el nomenà professor de piano de la cort d'Espanya, i a instàncies de la mateixa reina Guelbenzu es traslladà a Madrid el 1844, desenvolupant la plaça que tres anys abans li havien concedit, i on va tenir entre altres alumnes que més tard serien coneguts en Dámaso Zabalza (1835-1894).
Aquell mateix any feu oposicions al càrrec d'organista segon supernumerari de la Capella Reial, que aconseguí després d'uns brillants exercicis, ascendint a la de primer en propietat, el 1855, per la vacant que deixà en morir Pedro Albéniz. Contribuí esplèndidament a l'auge de la Societat de Quartets què, amb la intervenció del piano, dilatà considerablement els seus horitzons, i donà conèixer un gènere nou d'immens valor i molt útils conseqüències. El 1873 ingressà a la Reial Acadèmia de Belles Arts de San Fernando